# Anima (band)
 For alternative betydninger, se Anima. (Se også artikler, som begynder med Anima)
Anima var et dansk fusionsrock band, grundlagt af keyboardspilleren Kenneth Knudsen. Bandet bestod af nogle af Danmarks dygtigste musikere, som alle hver især har haft en stor musikalsk karriere i Danmark – fx i Sneakers, Sebastians band, Culpeper, Monrad & Rislund, m.fl.
Bandet spillede instrumentale numre på de to første albums, og fik vokal på deres tredje album.
Forløberen for bandet var Kenneth Knudsens soloalbum fra 1979 Anima (album), som indeholdt nummeret "Strip Tease", der fik en pæn opmærksomhed, ikke mindst fordi nummeret blev brugt som jingle til et tv-program på DR og var med i Flemming Flindts ballet af samme navn.
Anima spillede på Roskilde Festival i 1981.

## Musikere
- Kenneth Knudsen: keyboards
- Mikkel Nordsø: guitar
- Michael Friis: bas
- Ole Theill: trommer

Ud over disse musikere har følgende også medvirket i Anima:
- Kasper Winding: trommer
- Gary Nicklin: tekstforfatter, mixer
- Palle Mikkelborg: trumpet, fluegelhorn
- Cy Nicklin: vokal på albummet Songs og Shanghai Circus

## Diskografi

### Albums
- Anima (1979) (egentlig en pre-Anima udgivelse af Kenneth Knudsen)
- Kilgore (1980)
- Songs (1982)
- Shanghai Circus (1985)

### Opsamlinger
- Compacked (1989)